# Chlorhoda pallens
Chlorhoda pallens är en fjärilsart som beskrevs av Toulgoët och Goodger. Chlorhoda pallens ingår i släktet Chlorhoda och familjen björnspinnare. Inga underarter finns listade i Catalogue of Life.